# Воронежский цирк
Воронежский государственный цирк им. А. Л. Дурова как искусство в Воронеже начал развиваться c XIX века.
В единственной воронежской газете «Воронежские губернские ведомости» про цирк до 1845 года не писали На критику такого положения её главный редактор Николай Лукич Грабовский заявлял: «Ну, уж нет. Увольте! Пока я здесь — ни о каких балаганных шарлатанах сообщений у нас не ждите!» Но после назначения на должность главного редактора Александра Степановича Афанасьева в газете начали публиковать материалы о цирковых гастролях, которые до 1882 года проходили в цирке-шапито или в театре. Журналисты старались писать объективно. Так о посещении в 1848 году одного из цирковых артистов «Воронежские губернские ведомости» сообщали: «В антракте вновь прибывший г. Вернер танцевал на канате, а в заключение спектакля труппой марокканцев представлены были разные гимнастические, эквилибристические штуки. г. Вернер выделывал чудеса на канате; это не из тех паяцев, которых мы привыкли видеть в балаганах, но артист в своём роде, каких немного встретите.»
Стационарный цирк в Воронеже был открыт в 1882 году. Он располагался на Староконной площади. Его хозяином был итальянец Максимилиано Труцци. В принадлежавшем ему цирке начинал карьеру клоуна известный цирковой артист Анатолий Леонидович Дуров. В Воронеже он пробует дрессировать животных, первыми среди которых были баран, поросёнок и петух. В 1905 году на Театральной площади было выстроено другое здание для цирка на 1500 мест. В 1918 году в нём показывали пантомиму «Торжество революции, или Сбитые оковы». Выступали Г. Зерендорф, А. Л. и Е. Р. Дуровы, К. Фаччиоли, Цаппа, К. Гебель, Сазоновы-Орландо и другие — артисты, которые организовали цирковое товарищество «Кооператив».
В 1920 году здание цирка было разрушено. Новое здание построили в 1929 году на улице Плехановской на месте бывших Круглых рядов. Цирк получил имя С. М. Будённого. Здание было разрушено в 1942 году.
После Великой Отечественной войны Воронеж принимал гастролирующие цирковые труппы в шапито в Первомайском саду лишь летом, пока к осени 1972 года не было построено новое современное здание. Вскоре там начались представления. С тех пор Воронежский цирк известен как постановочный. Сейчас он является филиалом Российской государственной цирковой компании.
Стационарное здание Воронежского государственного цирка вместимостью 2 100 мест построено в 1972 году силами воронежского стройтреста-2 по типовому проекту Саломеи Гельфер, архитектором А. Г. Бузовым в парке Ленинского района (в просторечии «ЖиМ» — «парк живых и мёртвых») .
Здание возвели на месте бывшего Всесвятского храма, располагавшегося на Ново-Митрофановском (Новостроящемся) кладбище. Храм закрыт 10 сентября 1932 года, территория кладбища отведена под городской парк в 1940 году. Полуразрушенное в ВОВ здание занимала швейная фабрика № 1, позже весовой завод. Снесено в 1964 году.
Сейчас и парк и цирк носят имя Анатолия Леонидовича Дурова. Памятник артисту установлен в холле на втором этаже в июле 2008 года. Автор — грузинский скульптор Вано Арсенадзе. Появление этого памятника стало результатом совместного проекта национальных общин Воронежа: грузинской, греческой, армянской, украинской, немецкой и курдской.
14 апреля 2024 года состоялось последнее выступление на арене. 30 апреля цирк официально прекратил деятельность на время реконструкции, предположительно до 2028 года.    

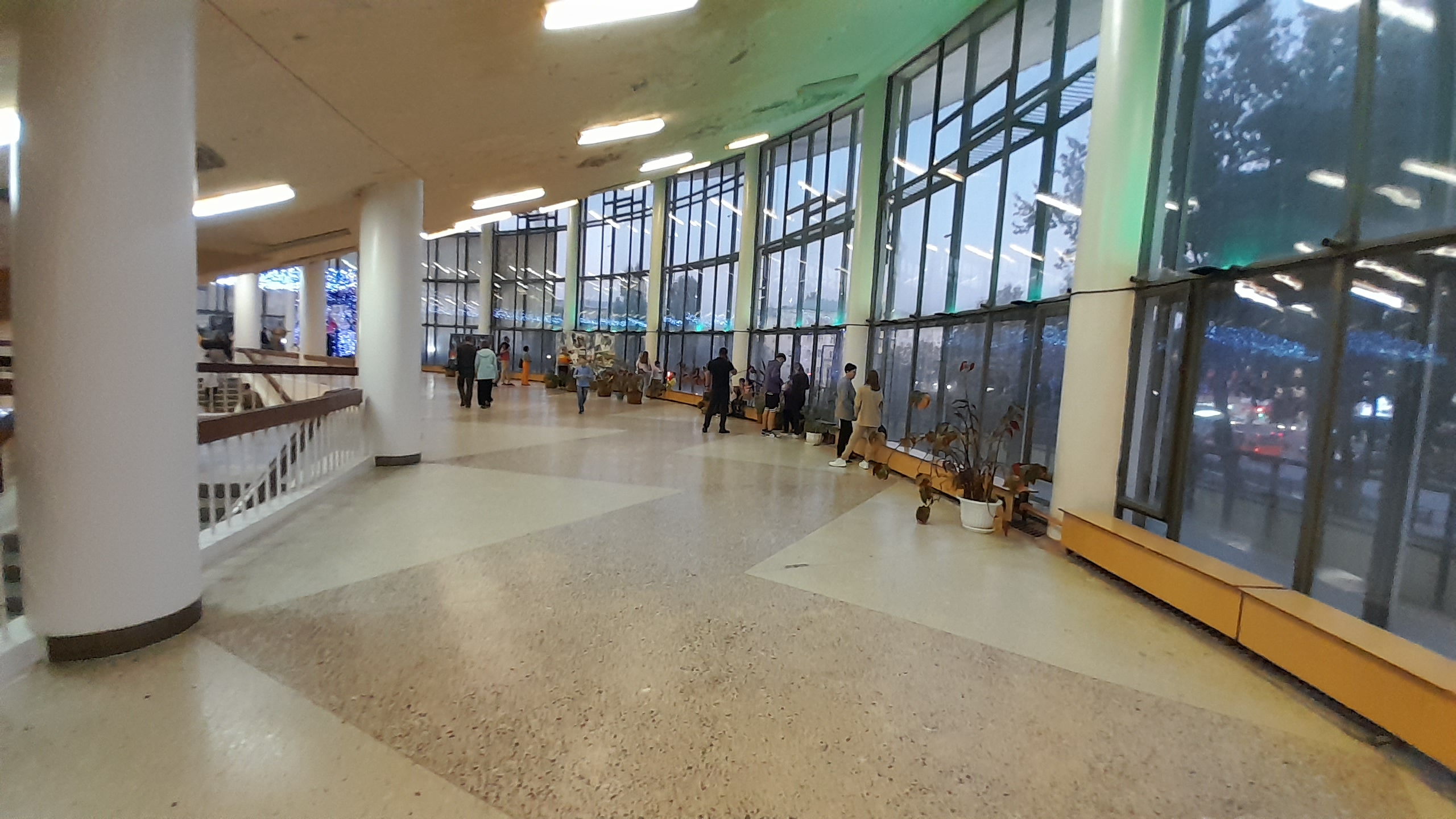
Второй этаж воронежского цирка

## Примечания

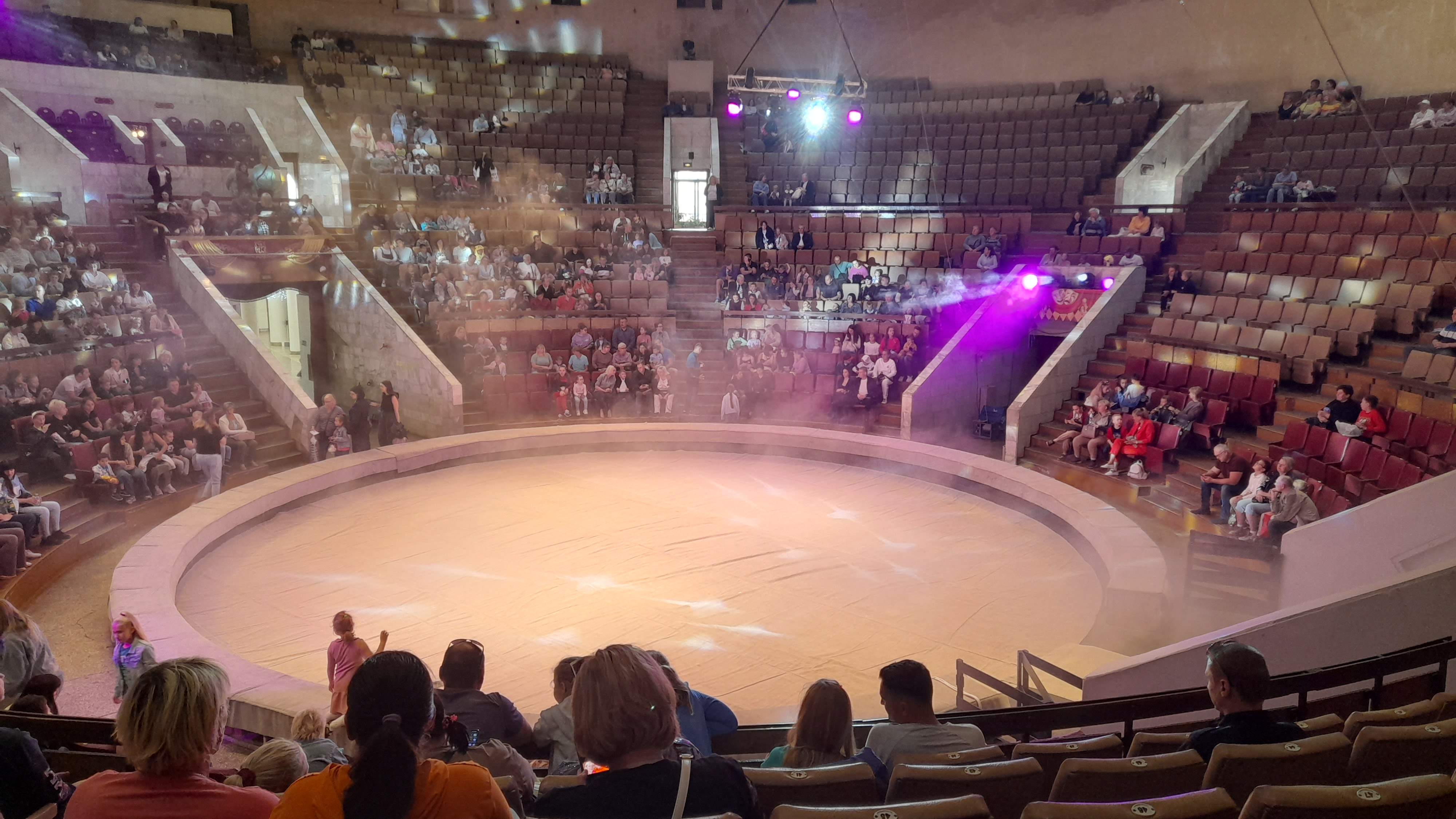
Арена воронежского цирка. Сентябрь 2023 года

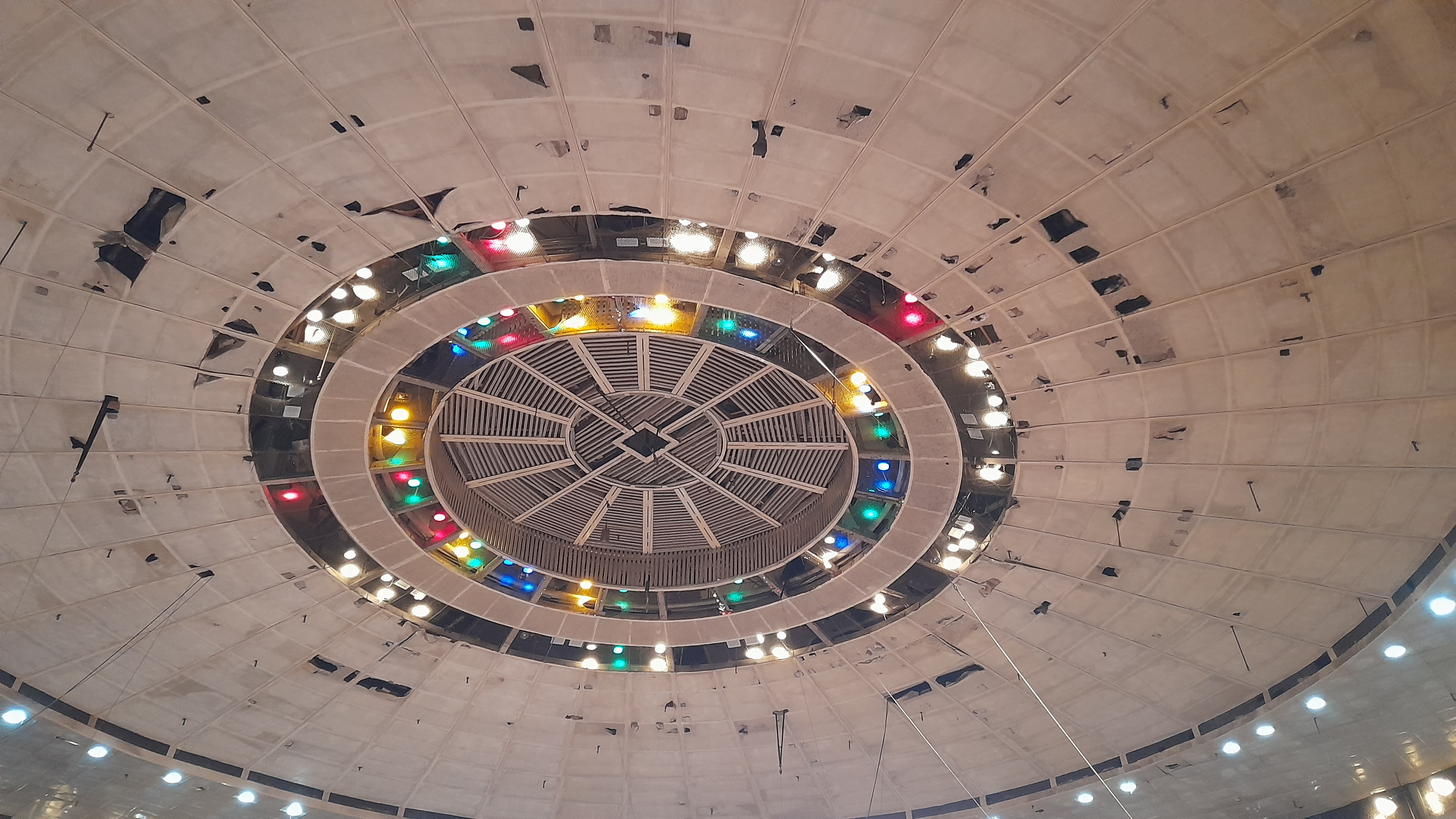
Потолок воронежского цирка. Видны повреждения облицовки